# Tom Byron

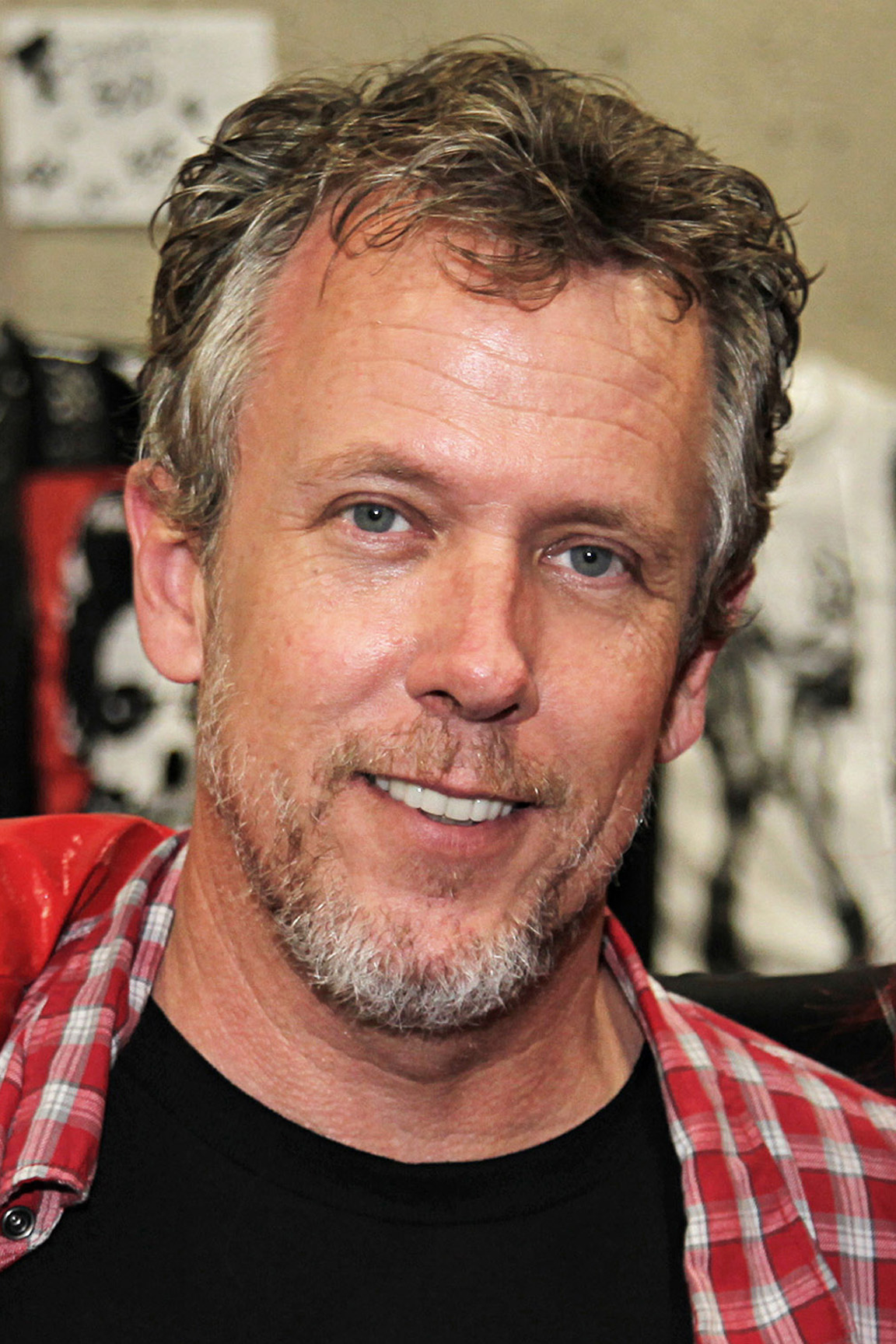
Tom Byron (2012)

Tom Byron (* 4. April 1961 in Houston, Texas, USA als Thomas Bryan Taliaferro, Jr.) ist ein US-amerikanischer Pornodarsteller.

## Leben
Byron wuchs in Texas auf. Mit 18 Jahren zog er von Houston nach Los Angeles, wo er bei Le Sex Shoppe arbeitete. 1982 kam er zu Jim South's World Modeling, einer der größten Agenturen der US-Porno-Branche. Er spielte in dem Hardcore-Spielfilm Up & Cumming an der Seite von Marilyn Chambers. 
Zusammen mit Peter North, Joey Silvera und Marc Wallice gilt Byron als erfolgreichster männlicher Darsteller der 1980er-Jahre. Von 1982 bis 1990 war Byron in über 1000 Filmen zu sehen. Während dieser Zeit lernte er Traci Lords kennen, mit der er eine Beziehung hatte.
1991 hatte Byron Ärger mit der amerikanischen Steuerbehörde wegen Steuerhinterziehung. Ende 1992 verabschiedete er sich kurzzeitig von der Porno-Industrie.
1997 unterschrieb Byron einen Exklusiv-Vertrag mit Elegant Angel und bekam die Regie für eine Serie angeboten. Später verließ er diese Firma und gründete Extreme Associates. Tiffany Mynx wurde das erste Vertragsmodel. Zusammen mit Rob Black gründete Byron die Wrestling-Organisation XPW (Xtreme Pro Wrestling). Tom Byron wurde in die AVN (Adult Video News) Hall of Fame und in die XRCO (X-Rated Critics Organization) Hall of Fame aufgenommen.

## Auszeichnungen
- 1984: AVN Award: Best Couples Sex Scene (Kinky Business) mit Ginger Lynn
- 1991: AVN Award: Best Actor (Sizzle)
- 1996: XRCO Award: Actor (Single Performance) (Flesh)
- 1997: XRCO Award: Actor (Single Performance) (Indigo Delta)
- 1998: AVN Award: Male Performer of the Year
- 1999: AVN Award: Male Performer of the Year
- 2000: AVN Award: Best Supporting Actor - Video (L.A. 399)[1]
- 2008: AVN Award: Best Actor - Film (in Layout von Vivid Entertainment Group)
- 2008: AVN Award Best Couples Sex Scene - Film (in Layout, zusammen mit Penny Flame)